# Су-7

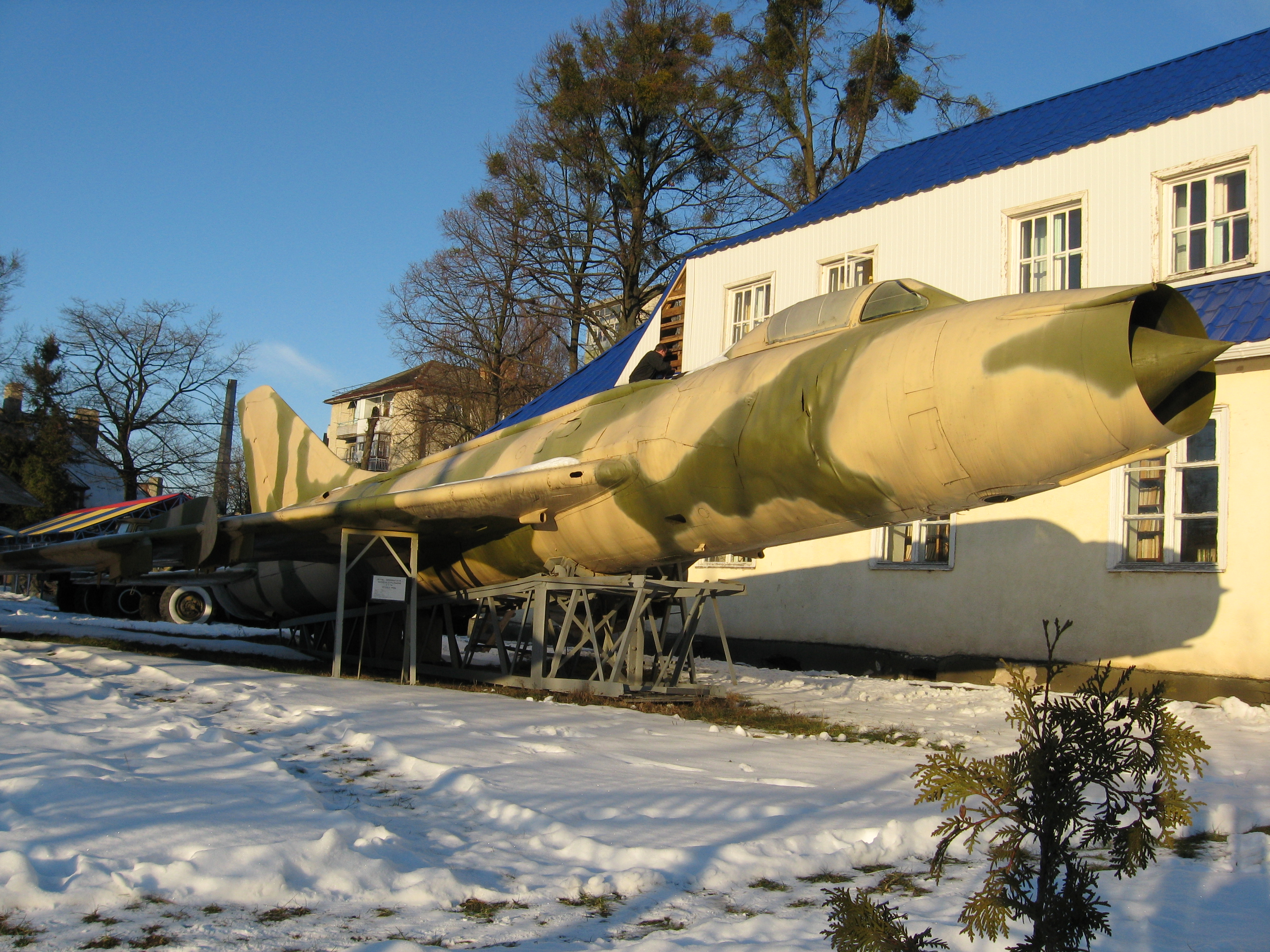
Су-7БМ у Волинському регіональному музеї українського війська та військової техніки

Су-7 (за класифікацією НАТО: Fitter) — радянський винищувач-бомбардувальник.
Серійно вироблявся з 1957 по 1972 рік. Експлуатація у СРСР тривала до 1986 року.

## Історія
Був розроблений ДКБ Сухого на початку 1950-х рр. як основний ударний винищувач СРСР та країн Варшавського договору. Експлуатувався ними до кінця 80-х рр. Сьогодні єдиним оператором Су-7 є КНДР.

## Оператори

### Колишні оператори
Афганістан

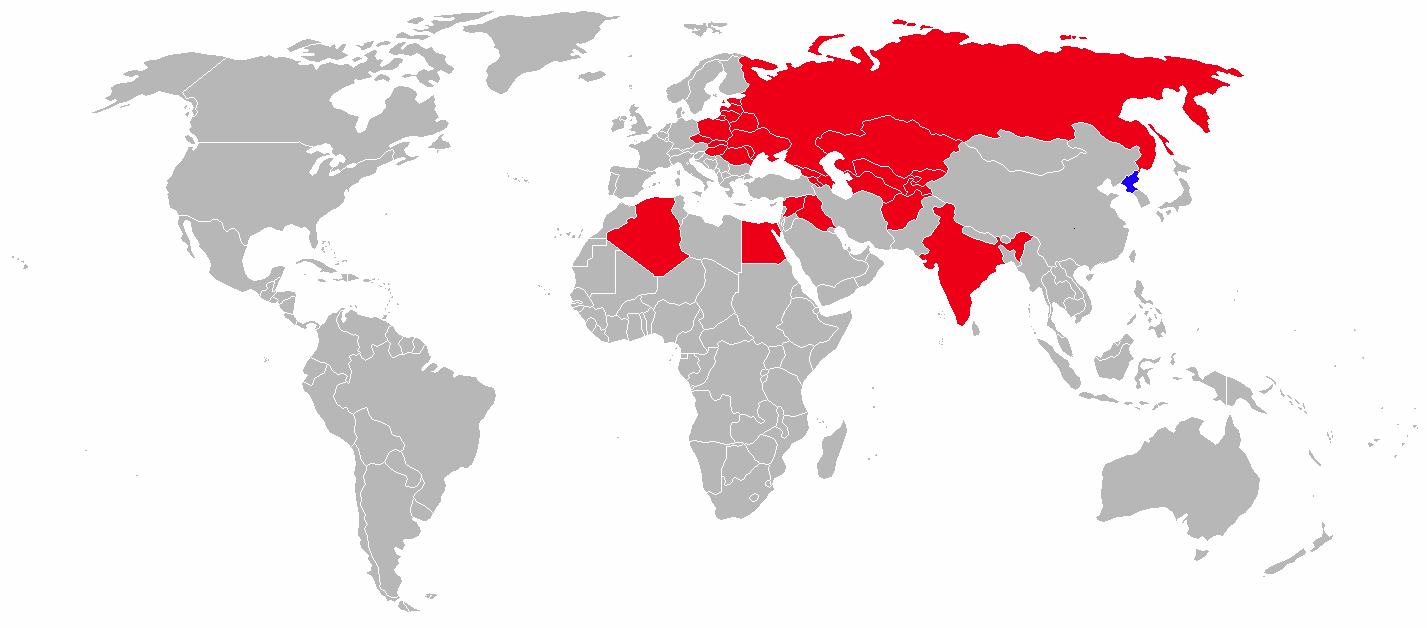
Червоні-колишні оператори, синій - сучасний

- 24 Су-7БМК і 16 навчально-тренувальних Су-7У були поставлені в Афганістан з 1972.
- Станом на квітень 1978 року в складі ВПС Афганістану налічувалося 24 Су-7БМК, які були зведені в 335-й авіаційний полк винищувачів - бомбардувальників з базуванням в Баграмі. командував полком підполковник Акрам. Льотчики полку взяли активну участь у перевороті 1978 року. Так, в полку Су-7Б дванадцять льотчиків виконали 45 бойових вильотів, причому 3 — вночі. Понесли і втрати — пілот якого на зльоті відчув себе погано через перевтому, став втрачати свідомість і змушений був катапультуватися. Крім того, 4 Су-7Б були пошкоджені вогнем із землі.
- З початком громадянської війни Су-7 були залучені до активних бойових дій. Розуміючи, що воюють проти своїх же співгромадян, вони далеко не завжди до кінця усвідомлювали завдання і цілі цієї боротьби. Тому одні з них ухилялися від виконання завдань по різних, включаючи релігійні, мотивам. Інші зривали терміни вильотів, необхідність в яких при цьому відпадала. Користуючись відсутністю контролю за результатами ударів, деякі льотчики доповідали про виконання завдання, а насправді скидали смертоносний вантаж в безлюдних районах. Нерідко бомбометання проводилося з висот, менших мінімально допустимих, і бомби падали на землю, не вибухаючи. У першій половині листопада 1979 пара Су-7БМК із 355-го АПВБ завдала бомбового удару по радянській території. У таджицькому селищі в районі Хорога осколково-фугасні бомби зруйнували кілька будинків, загинули мирні жителі. На виправдання льотчики говорили, що заблукали, цей удар — непорозуміння.
- З введенням радянський військ афганські льотчики піднімалися в повітря рідко, в основному щоб не втратити навичок пілотування. У бойових вильоти намагались не ризикувати. Несли втрати афганські винищувачі-бомбардувальники і на землі: 13 червня 1985 в Шинданді моджахеди, підкупивши охорону аеродрому, підірвали шість Су-7.
- Останні польоти афганські Су-7 виконали в 1992 році.

 Алжир
- ВПС країни отримали 22 Су-7, 21 з яких були втрачені в ході арабо-ізраїльської війни 1973 року.

 Чехословаччина
- Надійшли на озброєння ВПС ЧССР в 1964 році. Винищувачами-бомбардувальниками Су-7БМ / БКЛ озброїли два винищувально-бомбардувальних авіаполку. Всього в ЧССР поставили 64 Су-7БМ,31 Су-7БКЛ і сім Су-7УМК. Зняті з озброєння в 1990.

 Єгипет
- Єгипет отримав 185 Су-7БМК / УМК. До початку арабо-ізраїльської війни 1967 року країна встигла отримати тільки 14 Су-7БМК, причому всі (або майже всі) ці літаки були знищені ізраїльською авіацією на аеродромі в перший день війни. Єгипетські Су-7 активно і досить ефективно застосовувалися в так званій «війні на виснаження», яка в 1969-1970 роках велася між Єгиптом і Ізраїлем. У війні Судного дня, що розгорнулася в жовтні 1973 року ВПС Єгипту втратили від вогню ППО і винищувачів ВПС Ізраїлю 27 Су-7Б. Після війни Єгипет розглядав варіант модернізації Су-7БМК за участю західних фірм, але зміна політичного курсу Каїра призвело до прийняття на озброєння місцевих ВПС американських винищувачів-бомбардувальників F-4E. Су-7БМК зняли з озброєння єгипетських ВПС до середини 1980-х років.

 Індія
- Індія отримала 154 Су-7. Індія першою застосувала в бойових діях Су-7БМК — в 1971 році під час війни з Пакистаном. У перший день війни, 4 грудня, індійські Су-7 знищили на аеродромах не менше п'яти літаків ВПС Пакистану. Винищувачі-бомбардувальники виконували деколи по шість літако-вильотів в день, а ефективність їх бойової роботи була просто приголомшливою. Лише одна 101-я ескадрилья записала на свій бойовий рахунок 69 знищених танків, 25 гармат і 57 вантажівок. За офіційними даними ВПС Індії втратили 16 Су-7, все від вогню із землі. З озброєння Су-7 зняли в 1986.

 Ірак
- На озброєнні ВПС Іраку було 83 Су-7 (перші постачання — в 1968). Незважаючи на застарілу конструкцію літаки широко застосовувалися в ході ірано-іракської війни.

 Польща
- Поступив на озброєння в 1964 році. Було поставлено 31 Су-7БМ / БКЛ і 8 Су-7УМК. Зняті з озброєння в 1990.

 СРСР
 Сирія
- Після 1967 ВВС Сирії отримали 25 Су-7БМК і Су-7УМК, з яких була сформована винищувально-бомбардувальна авіабригада. У війні 1973 було втрачено 13 Су-7БМК. Після 1973 ВВС Сирії отримали ще 35 літаків цього типу, однак з огляду на те, що випуск експортних машин був вже завершений, це були вживані радянські Су-7БКЛ і Су-7У. Зняті з озброєння в 1990.

### Сучасні оператори
Північна Корея
- В кінці 1960-х років ВПС КНДР отримали 25 Су-7БМК і Су-7УМК, що дозволило укомплектувати винищувально-бомбардувальний авіаполк. Станом на 2014 рік у складі ВПС 18 Су-7, проте їх боєготовність викликає великі питання.